# Titteridamm
Titteridamm är en damm i stadsdelen Angered, Göteborgs kommun. Dammen är belägen i området Gunnared öster om Angeredsleden. Invid dammen ligger även ett villaområde med samma namn. Runt dammen löper Titteridammsvägen, Titteridammsstigen, och Titteridammshöjden. Namnet på dammen sägs komma från en sägen där flickorna på lördagskvällarna gick ner till dammen för att spegla sig i det blanka vattnet och göra sig fina till dansen, tittade i dammen, därav namnet.

## Bilder

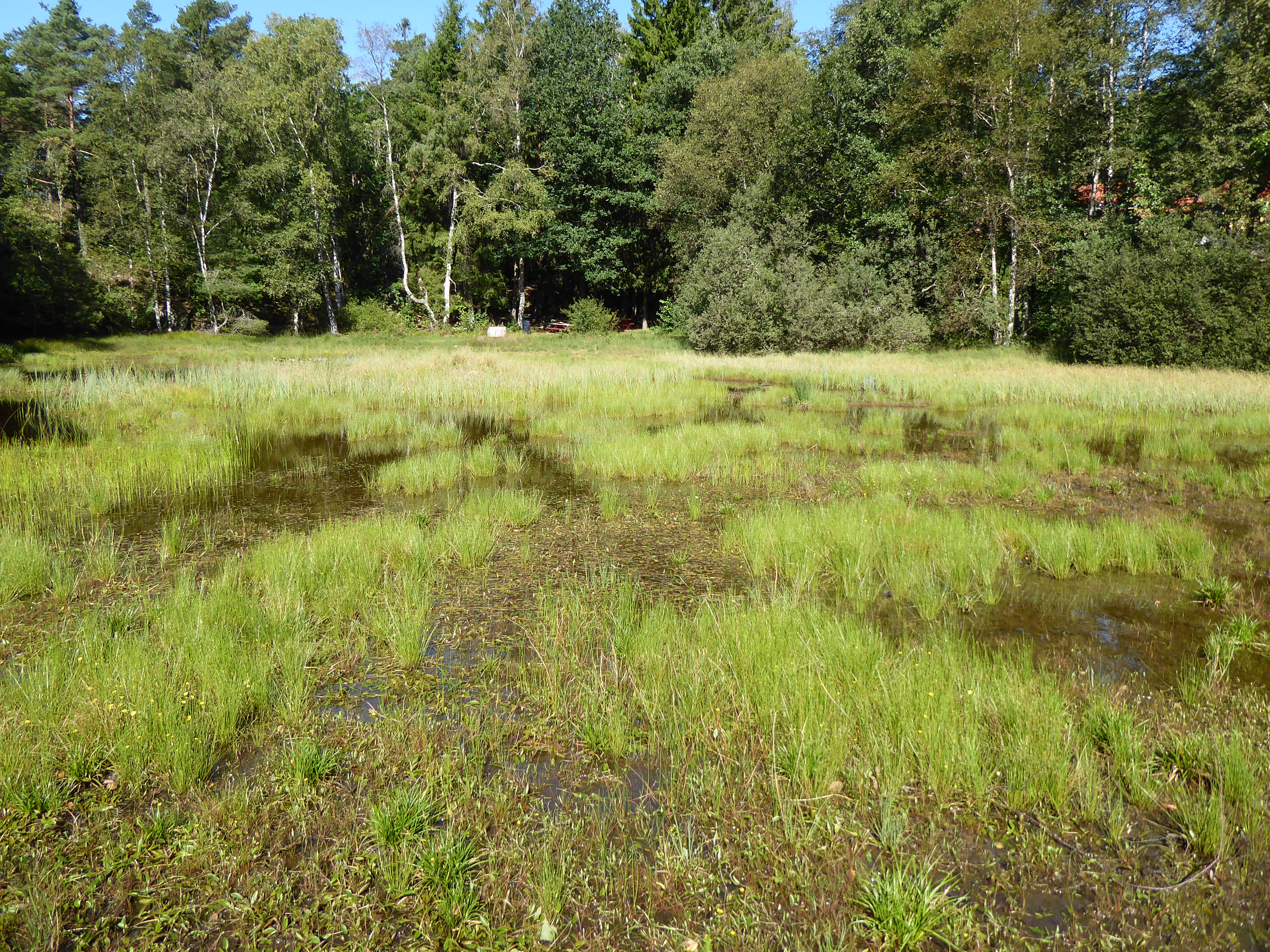
Titteridamm från sydöst
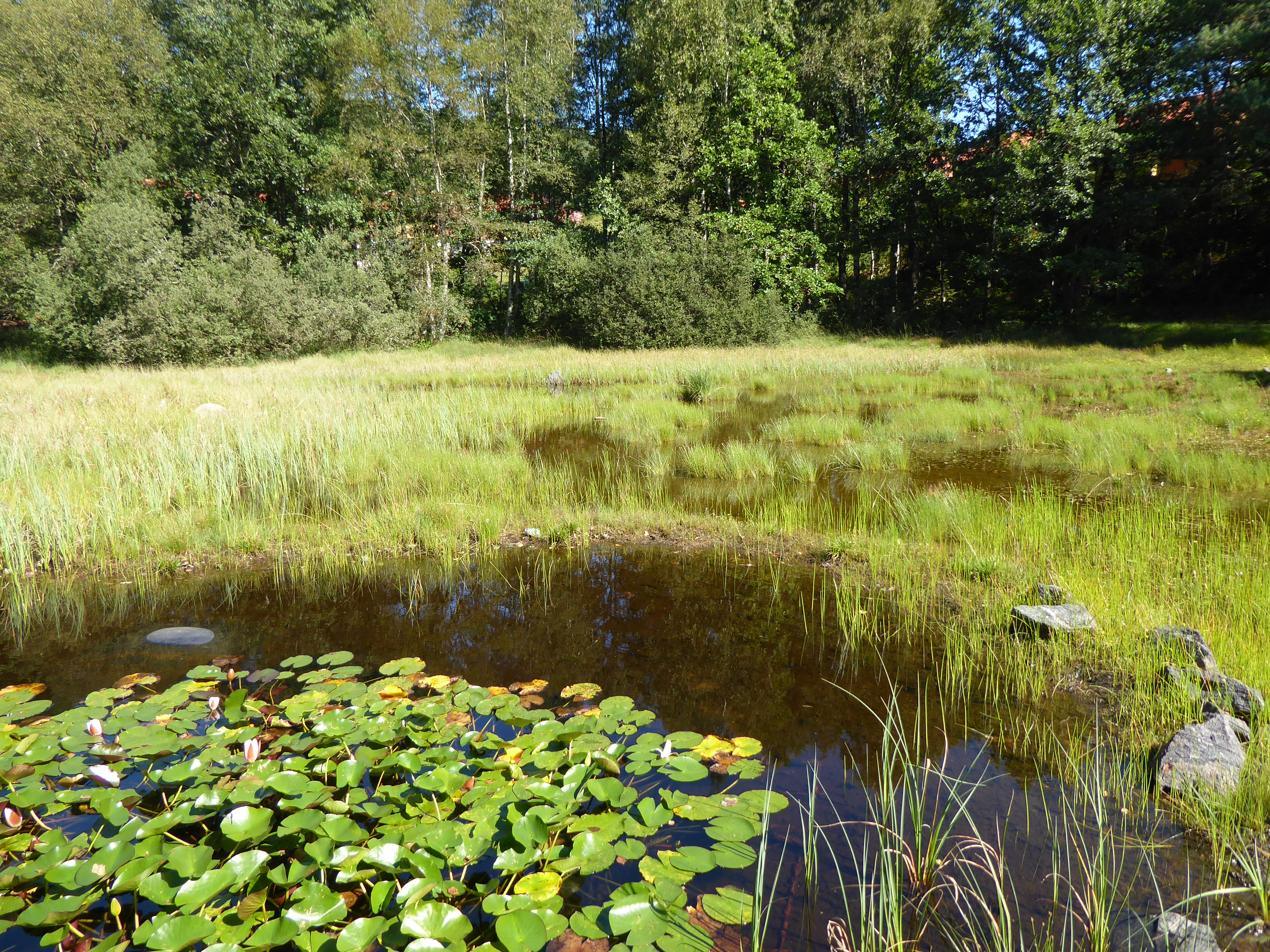
Titteridamm söderifrån
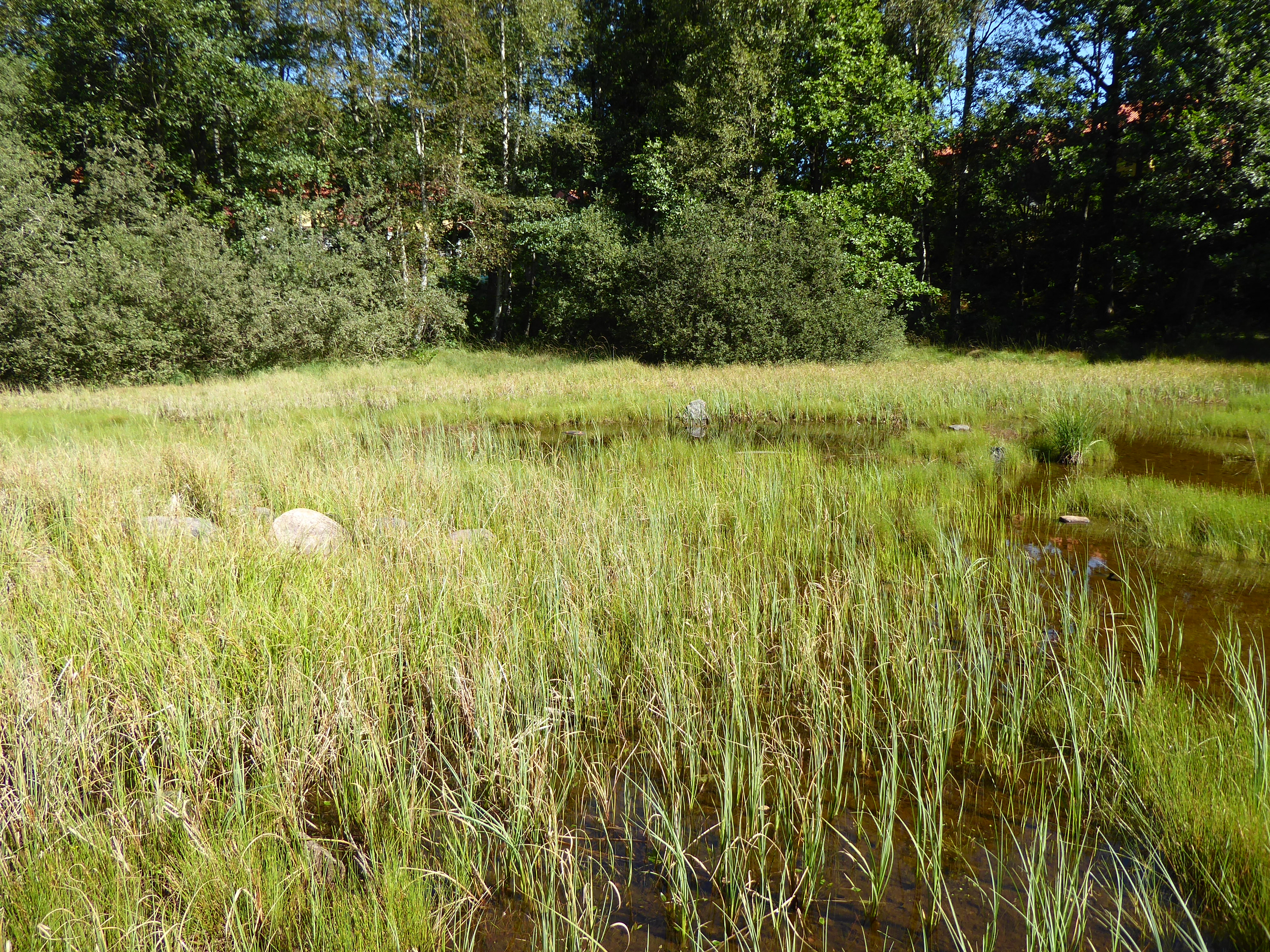
Titteridamms norra del
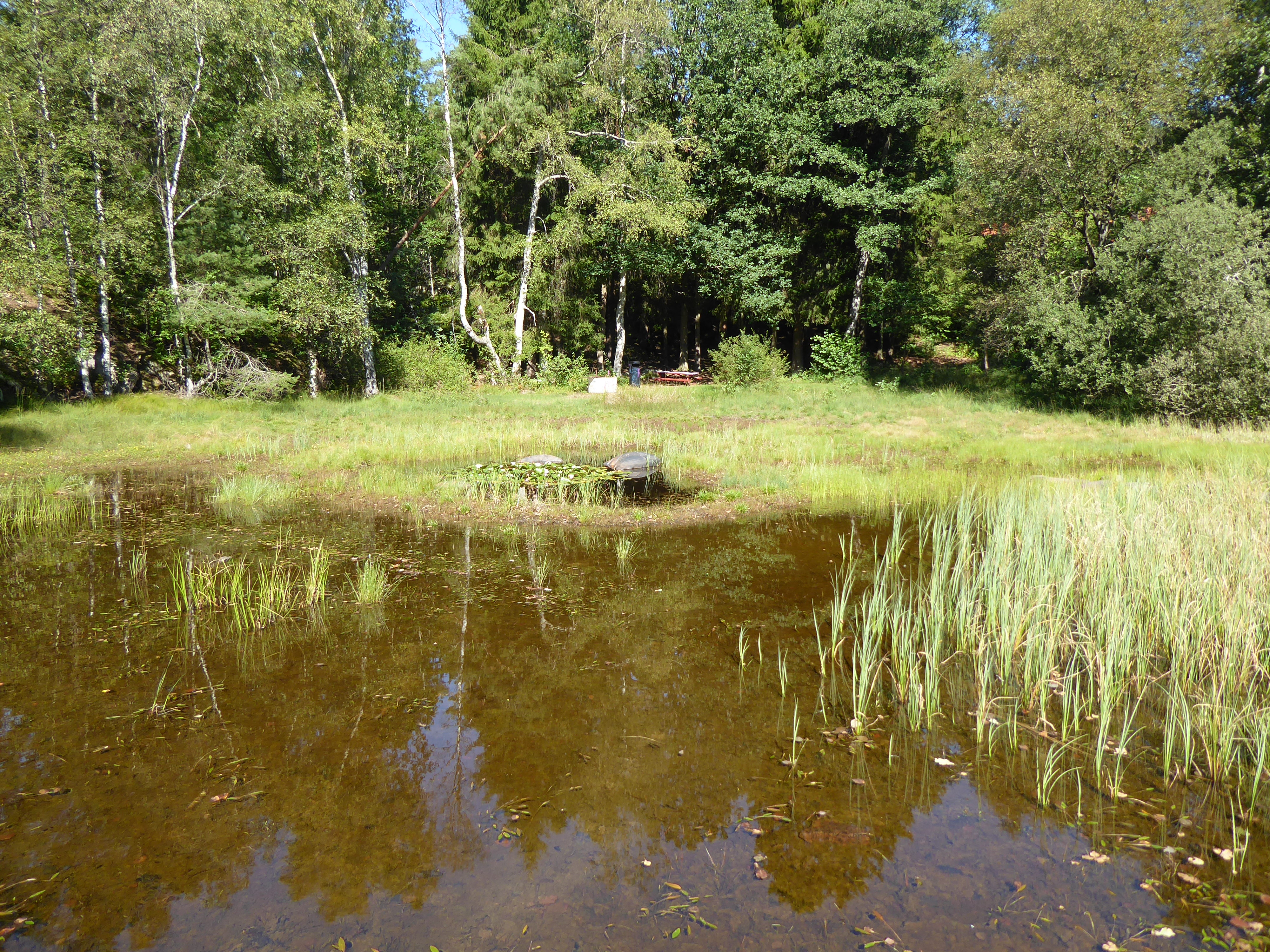
Titteridamms nordvästra del